# پروانه کرچک
پروانه کَرچَک (نام علمی: Ariadne) نام یک سرده از زیرخانواده فرچه‌پایان گرمسیری است.
آن‌ها از برگ‌های کرچک تغذیه می‌کنند و علت نام‌گذاریشان نیز همین است. 